# حمله ژوئیه ۲۰۱۷ سینا
حمله ژوئیه ۲۰۱۷ سینا، حمله مسلحانه به‌شماری از مواضع تجمع نیروهای ارتش مصر در شمال استان سینا است که روز جمعه ۷ ژوئیه روی داد و حداقل ۲۶ تن از نیروهای ارتش مصر طی این حمله کشته شدند.

## تلفات و خسارات
در حمله جمعه ۷ ژوئیه شبه نظامیان مسلح دستکم ۲۶ تن از نیروهای ارتش مصر از جمله ۵ افسر کشته و ۳۳ تن دیگر مجروح شدند.

## جزئیات حمله
مقام‌های امنیتی مصر گفتند که این حملات انتحاری بر روی دو پاسگاه ایست بازرسی در شمال صحرای سینا انجام شد. محل حمله با خودروهای بمبگذاری شده در نزدیکی دو ایست بازرسی یک واحد نظامی در جنوب رفح، در مرز نوار غزه، گزارش شده‌است. گفته می‌شود این حمله یکی از شدیدترین حملات به نیروهای ارتش مصر در سینا از سال ۲۰۱۵ تاکنون است. در حمله سال ۲۰۱۵ دست کم ۱۷ سرباز مصری کشته شدند.

## تعقیب مهاجمان و بیانیه ارتش
ارتش مصر به تعقیب مهاجمان مسلح که مواضع نیروهای ارتش را در منطقه البرث پرداخت و همچنین هلیکوپترهای آپاچی در منطقه گشت‌زنی می‌کنند. ارتش مصر تصاویر ویدئویی از بمباران هوایی مواضع شبه نظامیان اسلامگرا را منتشر کرد
این ارتش در بیانیه منتشر شده اعلام کرد که در درگیری‌هایی پس از حمله، بیش از ۴۰ تن از افراد مسلح کشته شدند و ۶ خودروی آن‌ها منهدم شد. سرهنگ تامر الرفاعی سخنگوی ارتش مصر گفت که نیروهای حفظ قانون در منطقه جنوب رفح، موفق شدند «حمله پیکارجویان تروریست به برخی از نقاط تمرکزشان در جنوب رفح» را خنثی کنند.

## مسئولیت حمله
داعش مسؤولیت این حملات را بر عهده گرفته‌است. انصار بیت‌المقدس، یکی از گروه‌های فعال در شمال شبه جزیره سینا است که پس از بیعت با داعش، از نوامبر سال ۲۰۱۴ نام خود را به ولایت سینا تغییر داده‌است.

## موضعگیری‌ها

### خارجی
شورای امنیت سازمان ملل بامداد روز شنبه ۸ ژوئیه ۲۰۱۷ طی بیانیه‌ای حمله شب گذشته در سینای مصر را محکوم کرد و اعلام کرد: حملات شب گذشته یک اقدام تروریستی است و عاملان آن باید محاکمه شوند. در این بیانیه همچنین آمده‌است: «اعضای شورای امنیت به خانواده قربانیان حادثه مذکور تسلیت گفته و برای مصدومان شفای عاجل آرزو می‌کنند. هر نوع تروریسمی مخل صلح و امنیت بین‌المللی و یک جنایت محسوب می‌شود».